# 프레스 (2017년 영화)
"프레스"는 2017년에 개봉한 대한민국의 영화이다.

## 캐스팅
- 진용욱 : 영일 역
- 목규리 : 보라 역
- 김학룡 : 사장 역
- 최을 : 구범 역
- 정회동 : 폰판매원 역